# Дормел
Дормел (фр. Dormelles) је насељено место у Француској у региону Париски регион, у департману Сена и Марна.
По подацима из 2011. године у општини је живело 862 становника, а густина насељености је износила 66,21 становника/km².

## Демографија
| 1962. | 1968. | 1975. | 1982. | 1990. | 2011. |
| ----- | ----- | ----- | ----- | ----- | ----- |
| 414   | 347   | 408   | 542   | 663   | 862   |